# Premier ministre des Samoa
Le Premier ministre est le chef du gouvernement des Samoa, État polynésien indépendant.
La fonction de Premier ministre apparaît pour la première fois lorsque Albert Steinberger, représentant initialement le gouvernement américain dans l'archipel, mais proche d'intérêts commerciaux allemands, fait adopter aux autorités autochtones de l'archipel une constitution en 1873, et se fait nommer premier ministre par le roi Malietoa Laupepa en juillet 1875. Il ne conserve ce poste que sept mois, avant que les consuls britannique et américain dans le pays ne persuadent Laupepa de le limoger, voyant en lui une ingérence allemande dans l'archipel. Au cours des deux décennies qui suivent, il n'y a pas de Premier ministre dans le pays, et les Samoa en 1899 tombent sous le joug colonial des puissances occidentales, étant divisées entre une colonie allemande et une colonie américaine.
Les Samoa allemandes deviennent néo-zélandaises en 1914, puis indépendantes en 1962 sous le nom de Samoa occidentales. Elles constituent aujourd'hui l'État indépendant des Samoa. La Constitution, adoptée en 1960 lors de la période transitoire d'autonomie, entrée en vigueur le 1er janvier 1962, dispose que le pouvoir exécutif est investi dans un chef d'État (o le Ao o le Malo), élu par le Fono (assemblée législative), et qui agit uniquement sur recommandation de son gouvernement. Ce chef d'État a ainsi un rôle cérémoniel. Le pouvoir exécutif réel est exercé par le Premier ministre et son gouvernement. Est nommé Premier ministre par le chef d'État le député qui dispose de la confiance d'une majorité au Fono (article 32 (2)(a)). Le Premier ministre peut être démis de ses fonctions par l'Assemblée (article 33 (1)(b)). Les Samoa sont ainsi une démocratie parlementaire fondée sur le système de Westminster.

## Liste des Premiers ministres

### Premier ministre du royaume des Samoa (1875-1876)
| N° | Portrait | Nom (naissance-mort)           | Mandat      | Mandat         | Parti politique | Notes | Réf. |
| N° | Portrait | Nom (naissance-mort)           | Début       | Fin            | Parti politique | Notes | Réf. |
| -- | -------- | ------------------------------ | ----------- | -------------- | --------------- | ----- | ---- |
| 1  |          | Albert Steinberger (1840-1894) | 22 mai 1875 | 8 février 1876 | Indépendant     |       |      |

### Premier ministre desSamoa(depuis 1959)
En février 1958, Eugene Paul est élu « Chef des affaires du gouvernement » par l'Assemblée législative des Samoa, faisant de lui « le Premier ministre de facto ». Ce n'est toutefois qu'en septembre 1959 que l'Assemblée est invitée à élire un chef de gouvernement ayant le titre de Premier ministre,,.
| N°  | Portrait | Nom (naissance-mort)                     | Mandat            | Mandat            | Parti politique | Notes | Réf. |
| N°  | Portrait | Nom (naissance-mort)                     | Début             | Fin               | Parti politique | Notes | Réf. |
| --- | -------- | ---------------------------------------- | ----------------- | ----------------- | --------------- | ----- | ---- |
| 1   |          | Faumuina Mulinu'u II (1921-1975)         | 1 octobre 1959    | 25 février 1970   | Indépendant     |       |      |
| 2   |          | Tamasese Lealofi IV (1922-1983)          | 25 février 1970   | 20 mars 1973      | Indépendant     |       |      |
| (1) |          | Faumuina Mulinu'u II (1921-1975)         | 20 mars 1973      | 20 mai 1975       | Indépendant     |       |      |
| -   |          | Tamasese Lealofi IV (1922-1983), Intérim | 20 mai 1975       | 24 mars 1976      | Indépendant     |       |      |
| 3   |          | Tufuga Efi (né en 1938)                  | 24 mars 1976      | 13 avril 1982     | Indépendant     |       |      |
| 4   |          | Va'ai Kolone (1911-2001)                 | 13 avril 1982     | 18 septembre 1982 | HRPP            |       |      |
| (3) |          | Tufuga Efi (né en 1938)                  | 18 septembre 1982 | 31 décembre 1982  | Indépendant     |       |      |
| 5   |          | Tofilau Eti Alesana (1924-1999)          | 31 décembre 1982  | 30 décembre 1985  | HRPP            |       |      |
| (4) |          | Va'ai Kolone (1911-2001)                 | 30 décembre 1985  | 8 avril 1988      | HRPP            |       |      |
| (5) |          | Tofilau Eti Alesana (1924-1999)          | 8 avril 1988      | 23 novembre 1998  | HRPP            |       |      |
| 6   |          | Sa'ilele Malielegaoi (né en 1945)        | 23 novembre 1998  | 24 mai 2021       | HRPP            |       |      |
| 7   |          | Naomi Mata'afa (né en 1957)              | 24 mai 2021       | en fonction       | FAST            |       |      |